# 续·深夜食堂
《续·深夜食堂》是2016年11月5日日本上映的电影。与前作一样，本片由松冈锭司执导。

## 剧情

### 燒肉套餐
赤塚範子（河井青葉 飾）在压力大的时候，喜欢晚上穿上丧服散步，然后在深夜食堂点份燒肉套餐。

### 炒乌冬面
喜欢吃炒乌冬面的荞麦面店少东家高木清太（池松狀亮 飾），因为爱上比自己大15岁的女人木村沙織（小島聖 飾）而与母亲聖子（木村綠子 飾）产生冲突。

### 豚汁味噌套餐
年轻时抛夫弃子的小川夕起子（渡邊美佐子 飾），在大家的帮助下，见到了当年抛弃的儿子哲郎（井川比佐志 飾）。